# Kamptjärnen, Hälsingland
Kamptjärnen är en sjö i Ljusdals kommun i Hälsingland och ingår i Ljusnans huvudavrinningsområde.